# Soha Ali Khan
Soha Ali Khan Pataudi (New Delhi, 4 ottobre 1978) è un'attrice indiana, nota per la partecipazione in diverse pellicole di successo di Bollywood.

## Biografia
Figlia più giovane dell'attrice Sharmila Tagore e di Mansoor Ali Khan Pataudi, ha un fratello anch'egli attore, Saif, e una sorella, Saba.
Debutta a Bollywood nel 2004 in Dil Maange More, recitando anche a Tollywood negli anni seguenti. Per la perfomance in Rang De Basanti (2006) ottiene la nomination ai Filmfare e vince il premio agli International Indian Film Academy come miglior attrice non protagonista.